# Little River (vattendrag i Kanada, Ontario)
Little River är ett vattendrag som är ett biföde till Detroitfloden. Det ligger i provinsen Ontario i Kanada, i den sydöstra delen av landet, 700 km sydväst om huvudstaden Ottawa.
Little River mynnar i Detroitfloden vid dess inlopp från Lake St. Clair mitt för Peche Island.